# Klasztor Hieronimitów
Klasztor Hieronimitów (port. Mosteiro dos Jerónimos) – wielki kompleks klasztorny w Portugalii, w lizbońskiej dzielnicy Belém. Zbudowany w I połowie XVI wieku, uważany jest za perłę i kwintesencję stylu manuelińskiego, będącego specyficznym dla Portugalii połączeniem gotyku i renesansu. W 1983 budowla została wpisana na Listę światowego dziedzictwa UNESCO, zaś 7 lipca 2007 została ogłoszona jednym z Siedmiu Cudów Portugalii.
Budowę klasztoru rozpoczęto w 1502 z polecenia króla Manuela I jako wyraz dziękczynienia za szczęśliwą wyprawę Vasco da Gamy do Indii, a zakończono w 1551, kiedy syn Manuela, Jan III, zrezygnował z jej finansowania. Klasztor powstał na miejscu kaplicy Ermida do Restelo (Capela de Săo Jerónimo), założonej w tym miejscu przez Henryka Żeglarza. Autorem projektu był Diogo de Boitaca (1460–1528), uważany za twórcę stylu manuelińskiego. W budowie klasztoru uczestniczyli następnie João de Castilho (1475–1552), Diogo de Torralva (1500–1566) i Jerónimo de Ruao (1530–1601).
Do 1834 klasztor był pod opieką zakonu św. Hieronima – stąd jego nazwa. 
W klasztorze znajdują się groby króla Manuela I i jego żony Marii Aragońskiej oraz króla Jana III i jego żony Katarzyny Habsburg. Są tam też nagrobki żeglarza Vasco da Gamy (1468–1523) i pisarza Luisa de Camõesa (1527–1570). W arkadach klasztoru znajduje się granitowa płyta, pod którą spoczywa najsłynniejszy portugalski poeta Fernando Pessoa.
13 grudnia 2007, podczas szczytu Unii Europejskiej, na terenie klasztoru podpisano formalnie tzw. Traktat Reformujący Unię Europejską, odtąd nazywany Traktatem Lizbońskim.

Klasztor Hieronimitów – Mosteiro dos Jerónimos
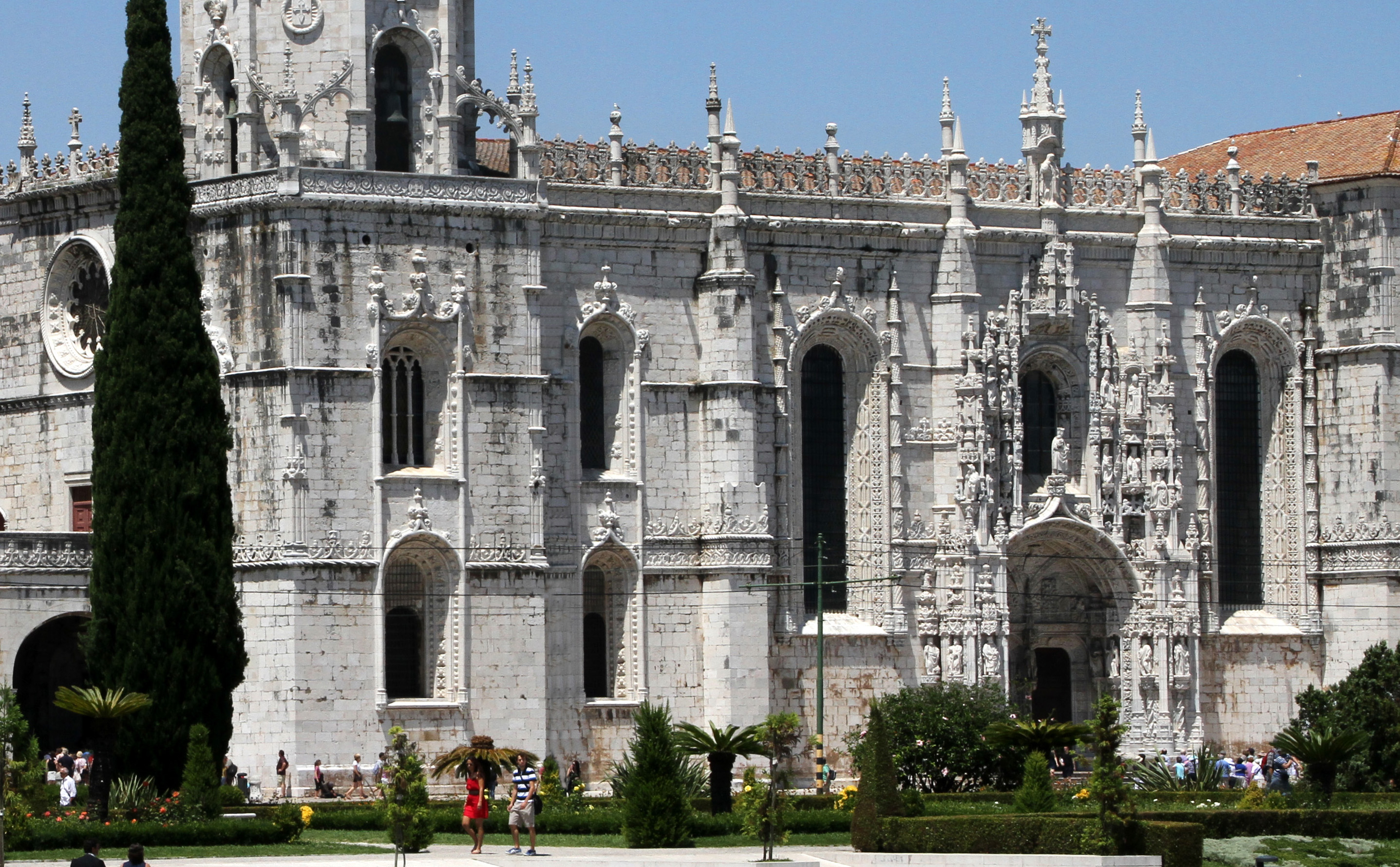
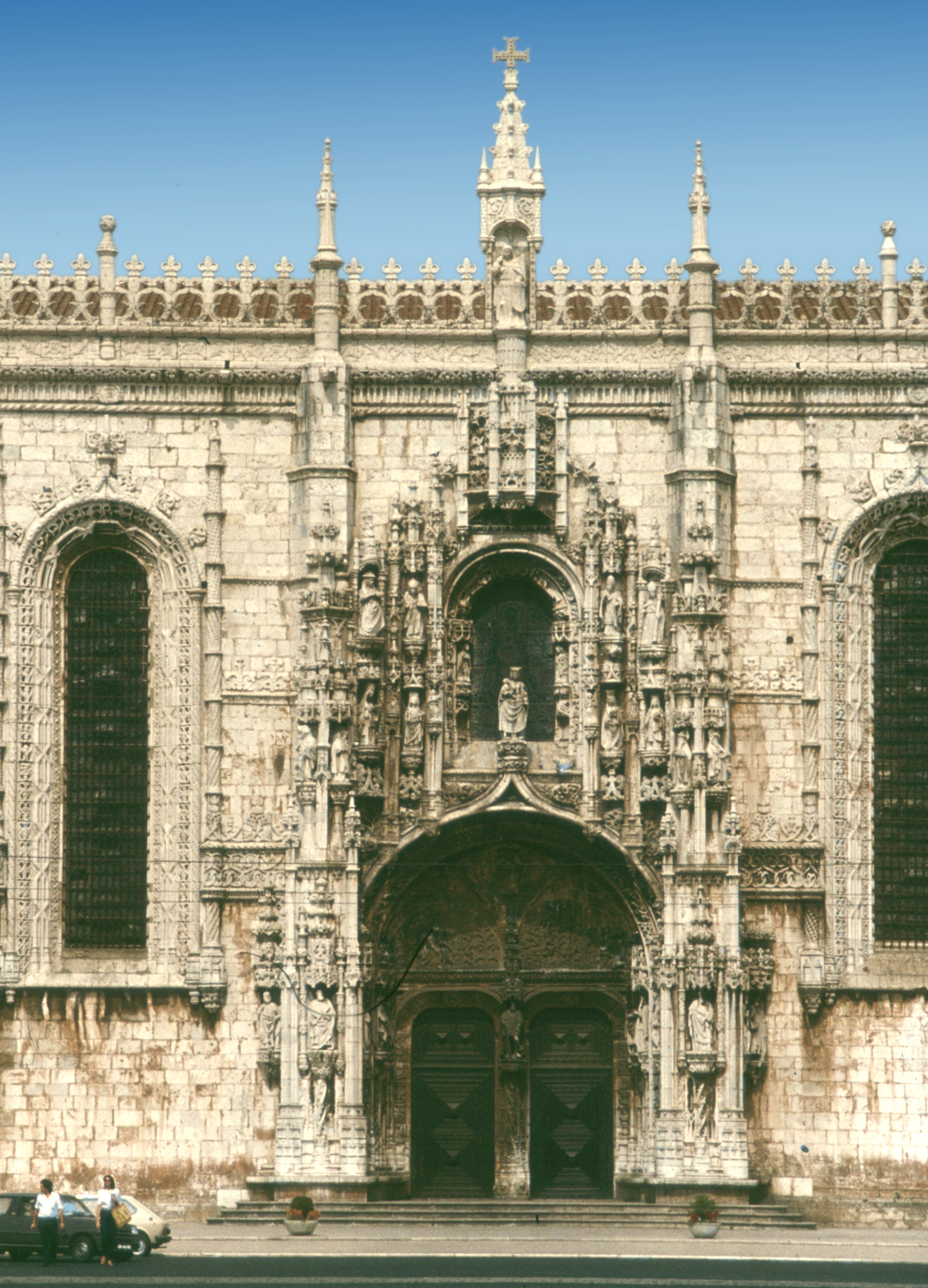
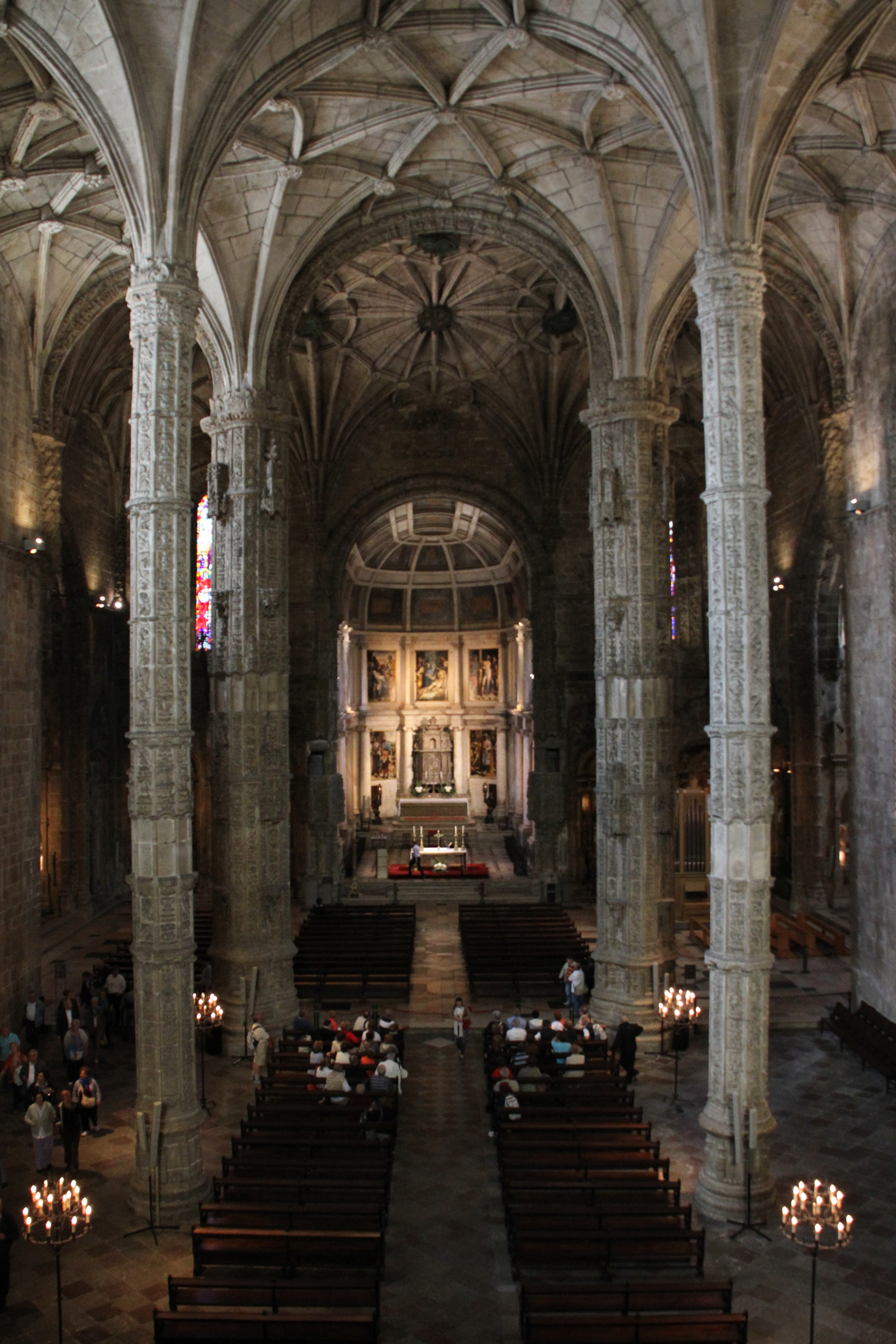
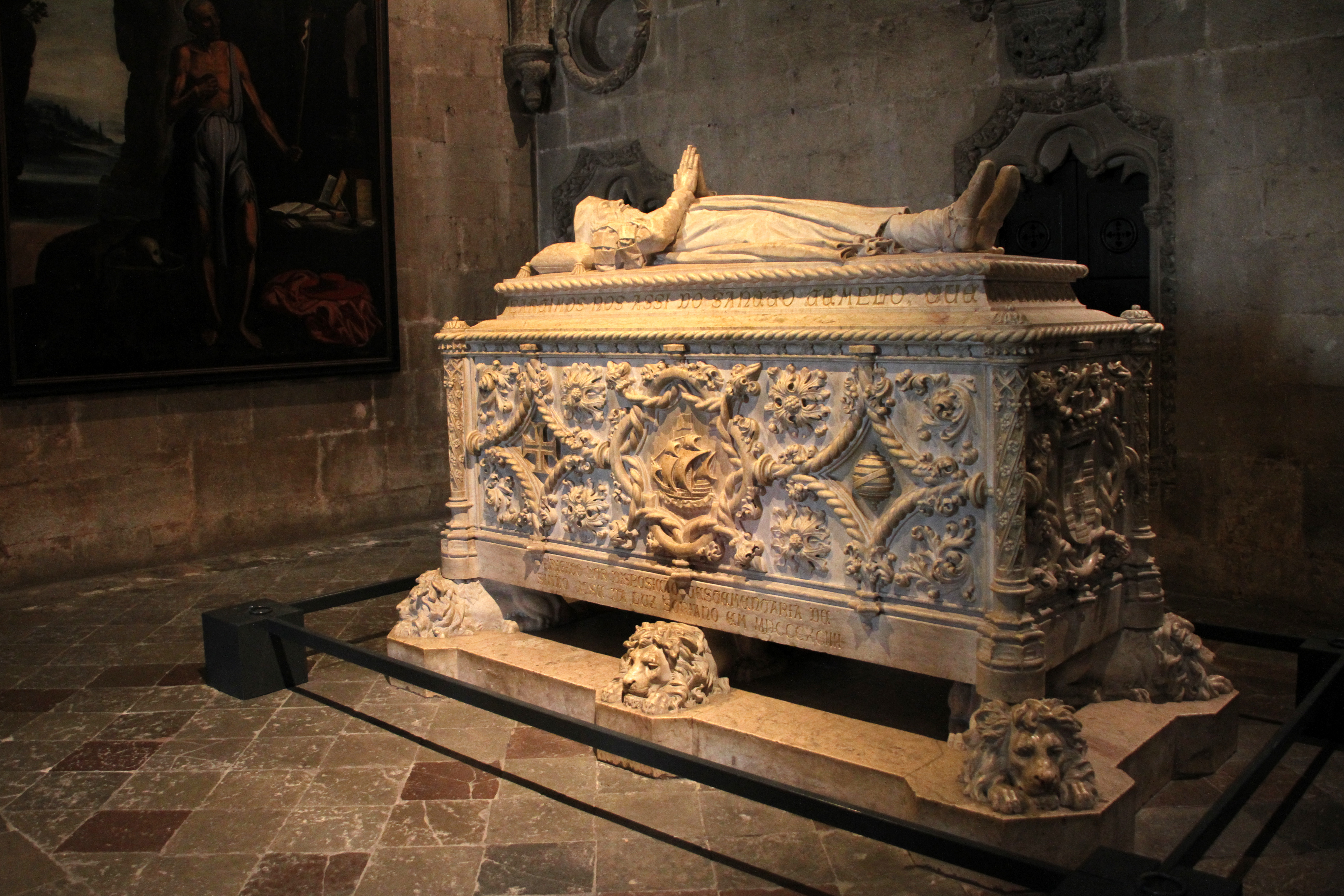
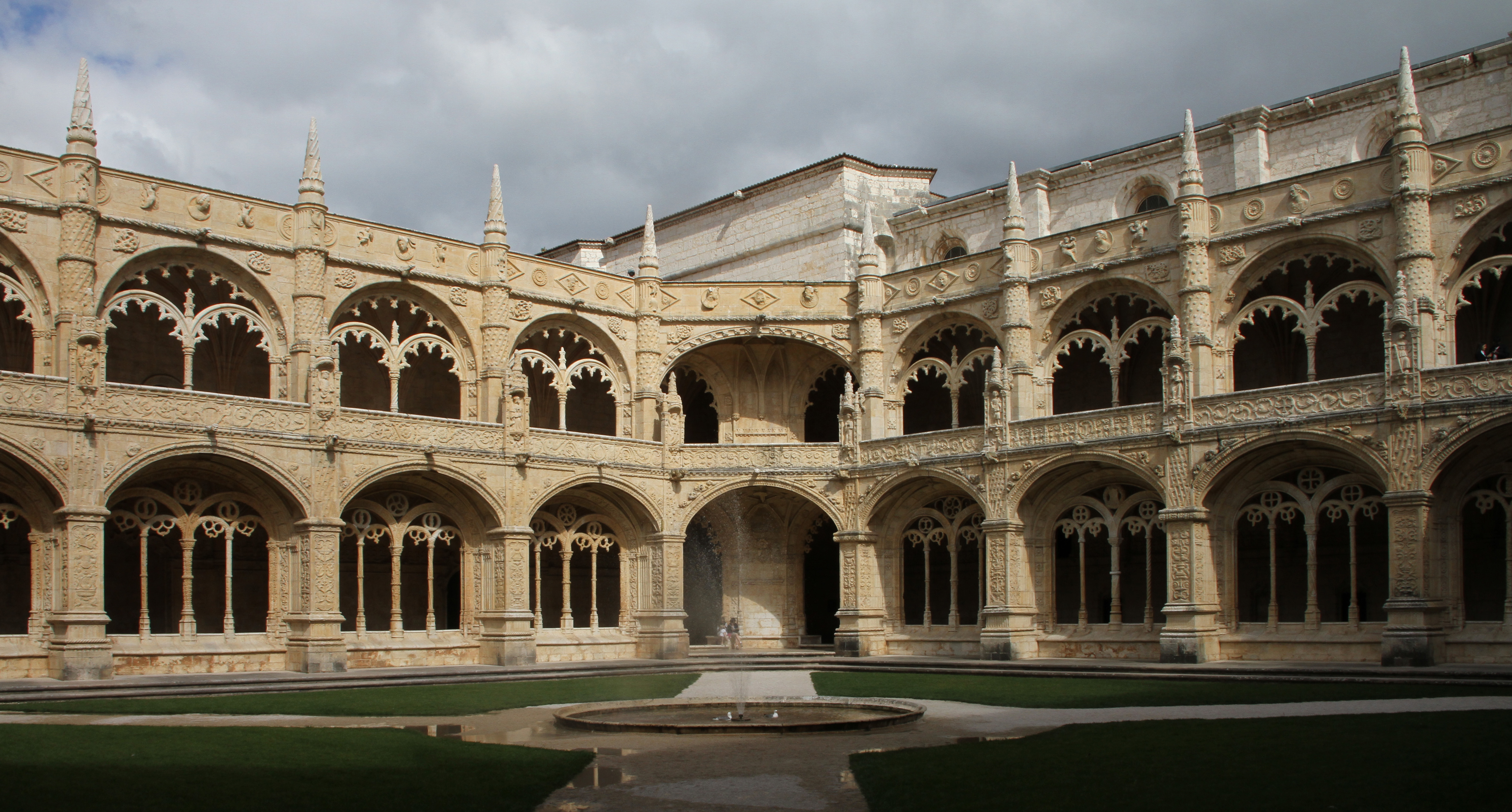
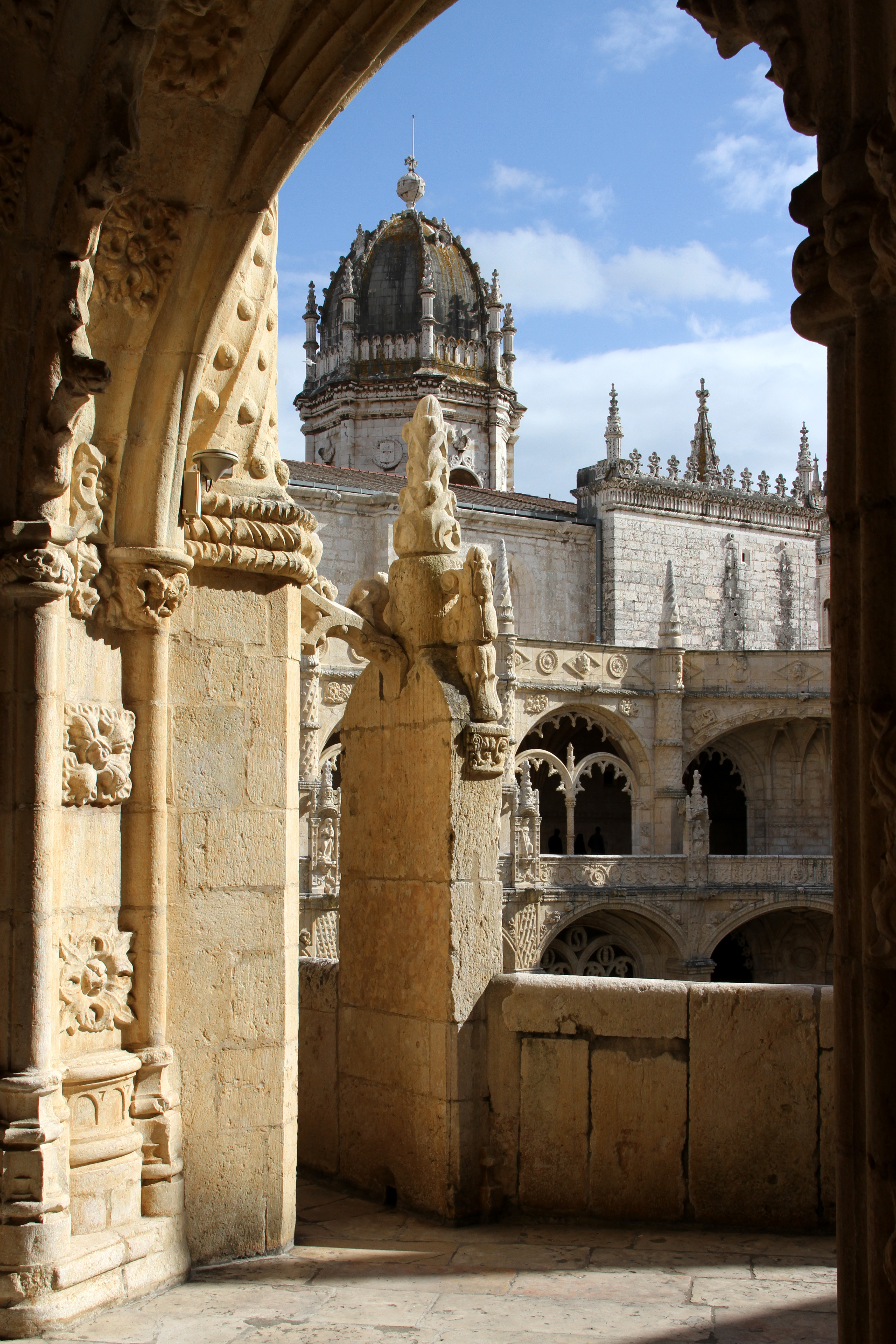
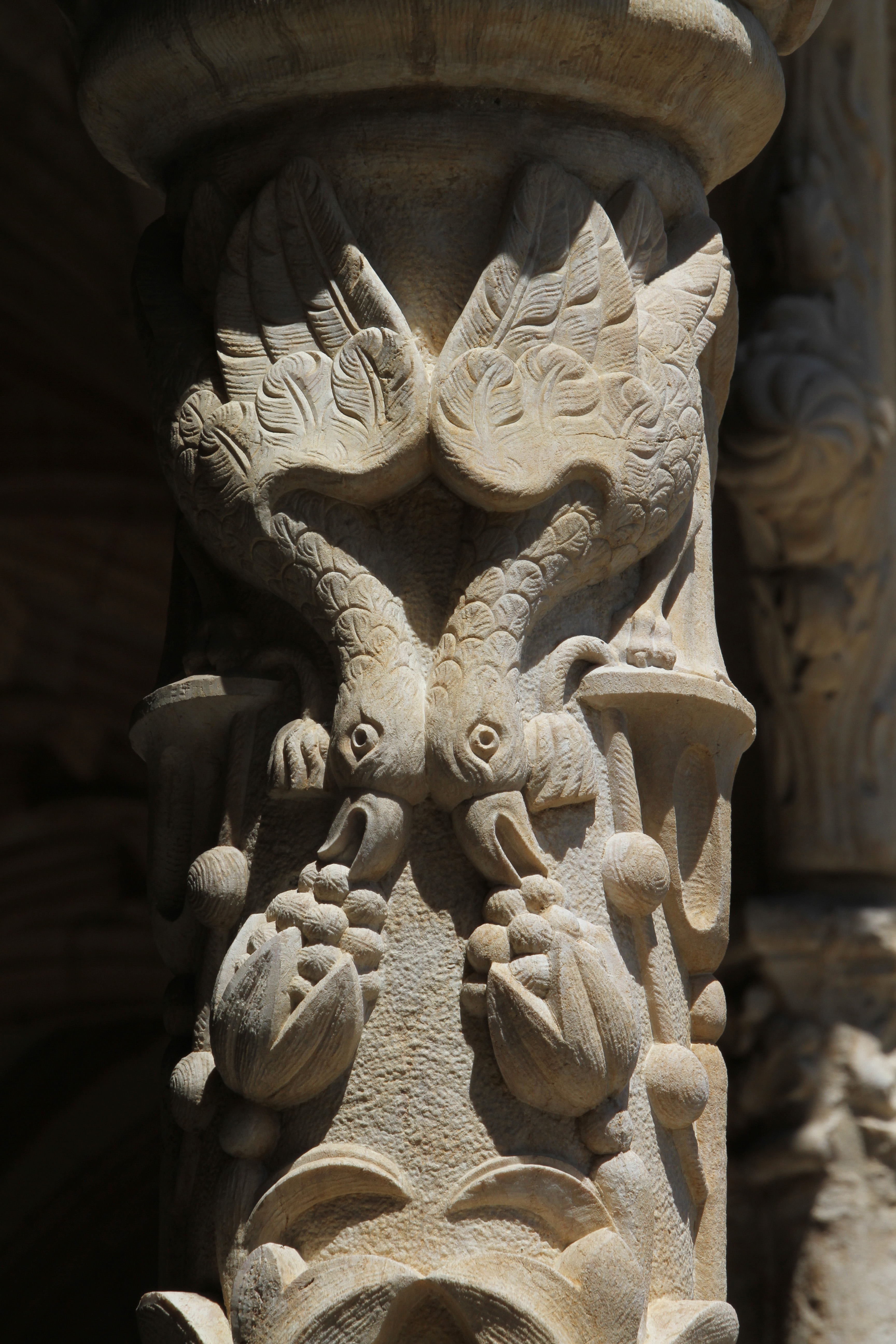
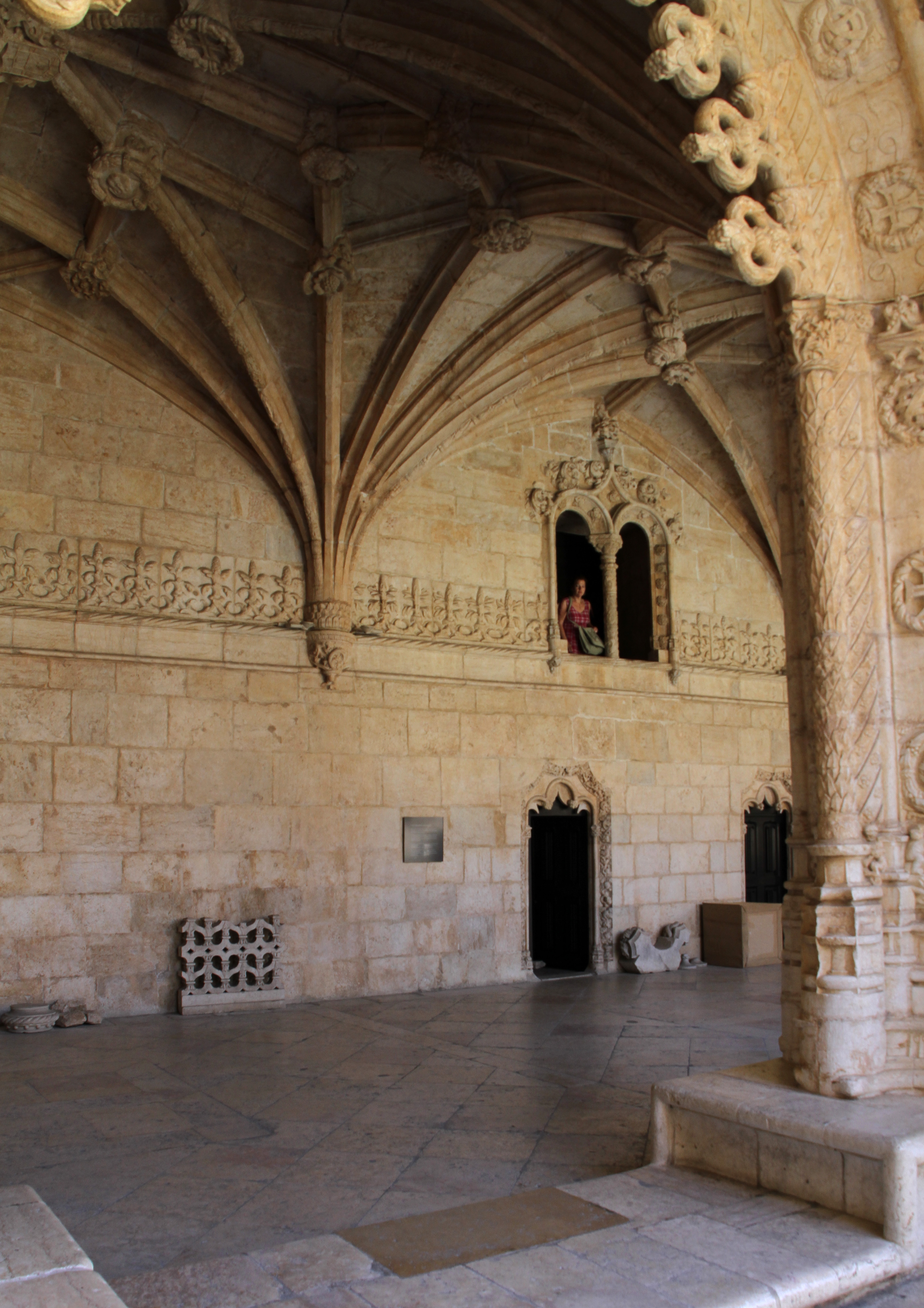